# Fußball-Weltmeisterschaft 1966/Gruppe D
Spiele der Gruppe D der Fußball-Weltmeisterschaft 1966.
| Pl. | Land        | Sp. | S | U | N | Tore    | Diff. | Punkte |
| --- | ----------- | --- | - | - | - | ------- | ----- | ------ |
| 1.  | Sowjetunion | 3   | 3 | 0 | 0 | 006:100 | +5    | 06:0   |
| 2.  | Nordkorea   | 3   | 1 | 1 | 1 | 002:400 | −2    | 03:30  |
| 3.  | Italien     | 3   | 1 | 0 | 2 | 002:200 | ±0    | 02:40  |
| 4.  | Chile       | 3   | 0 | 1 | 2 | 002:500 | −3    | 01:50  |

## Sowjetunion – Nordkorea 3:0 (2:0)
| Sowjetunion                                                 | Sowjetunion | Nordkorea | Nordkorea |
| ----------------------------------------------------------- | --- | --- | --------- |
| Sowjetunion                                                 | \| 1. Spieltag \| \| 12. Juli 1966 um 19:30 Uhr in Middlesbrough (Ayresome Park) \| \| Zuschauer: 23.006 \| \| Schiedsrichter: Juan Gardeazábal ( Spanien) \| \| Spielbericht \|                                                                      | \| 1. Spieltag \| \| 12. Juli 1966 um 19:30 Uhr in Middlesbrough (Ayresome Park) \| \| Zuschauer: 23.006 \| \| Schiedsrichter: Juan Gardeazábal ( Spanien) \| \| Spielbericht \|                 | Nordkorea |
| Sowjetunion                                                 | Ansor Kawasaschwili – Wladimir Ponomarjow, Albert Schesternjow , Murtas Churzilawa, Leonid Ostrowski – József Szabó, Giorgi Sitschinawa – Igor Tschislenko, Eduard Malofejew, Anatoli Banischewski, Galimsjan Chussainow Cheftrainer: Nikolai Morosow | Lee Chang-myung – Pak Li-sup, Lim Zoong-sun, Kang Bong-chil, Shin Yung-kyoo – Im Seung-hwi, Han Bong-zin, Pak Doo-ik – Pak Seung-zin , Kang Ryong-woon, Kim Seung-il Cheftrainer: Myung Rye-hyun | Nordkorea |
| Sowjetunion                                                 | 1:0 Malofejew (31.) 2:0 Banischewski (32.) 3:0 Malofejew (88.) | | Nordkorea |
| 1. Spieltag                                                 | | |           |
| 12. Juli 1966 um 19:30 Uhr in Middlesbrough (Ayresome Park) | | |           |
| Zuschauer: 23.006                                           | | |           |
| Schiedsrichter: Juan Gardeazábal ( Spanien)                 | | |           |
| Spielbericht                                                | | |           |

## Italien – Chile 2:0 (1:0)
| Italien                                               | Italien | Chile | Chile |
| ----------------------------------------------------- | --- | --- | ----- |
| Italien                                               | \| 1. Spieltag \| \| 13. Juli 1966 um 19:30 Uhr in Sunderland (Roker Park) \| \| Zuschauer: 27.199 \| \| Schiedsrichter: Gottfried Dienst ( Schweiz) \| \| Spielbericht \|                                                   | \| 1. Spieltag \| \| 13. Juli 1966 um 19:30 Uhr in Sunderland (Roker Park) \| \| Zuschauer: 27.199 \| \| Schiedsrichter: Gottfried Dienst ( Schweiz) \| \| Spielbericht \|                                                     | Chile |
| Italien                                               | Enrico Albertosi – Tarcisio Burgnich, Roberto Rosato, Sandro Salvadore , Giacinto Facchetti – Giacomo Bulgarelli, Giovanni Lodetti – Marino Perani, Sandro Mazzola, Gianni Rivera, Paolo Barison Cheftrainer: Edmondo Fabbri | Juan Olivares – Luis Eyzaguirre, Humberto Carlos Cruz Silva, Elías Figueroa, Hugo Villanueva – Ignacio Prieto Urrejola, Rubén Marcos – Alberto Fouillioux, Pedro Araya, Armando Tobar, Leonel Sánchez Cheftrainer: Luis Álamos | Chile |
| Italien                                               | 1:0 Mazzola (10.) 2:0 Barison (88.) | | Chile |
| 1. Spieltag                                           | | |       |
| 13. Juli 1966 um 19:30 Uhr in Sunderland (Roker Park) | | |       |
| Zuschauer: 27.199                                     | | |       |
| Schiedsrichter: Gottfried Dienst ( Schweiz)           | | |       |
| Spielbericht                                          | | |       |

## Chile – Nordkorea 1:1 (1:0)
| Chile                                                       | Chile | Nordkorea | Nordkorea |
| ----------------------------------------------------------- | --- | --- | --------- |
| Chile                                                       | \| 2. Spieltag \| \| 15. Juli 1966 um 19:30 Uhr in Middlesbrough (Ayresome Park) \| \| Zuschauer: 13.792 \| \| Schiedsrichter: Ali Hussein Kandil ( Ägypten) \| \| Spielbericht \|                                   | \| 2. Spieltag \| \| 15. Juli 1966 um 19:30 Uhr in Middlesbrough (Ayresome Park) \| \| Zuschauer: 13.792 \| \| Schiedsrichter: Ali Hussein Kandil ( Ägypten) \| \| Spielbericht \|           | Nordkorea |
| Chile                                                       | Juan Olivares – Alberto Valentini, Humberto Cruz, Elías Figueroa, Hugo Villanueva – Ignacio Prieto Urrejola, Rubén Marcos – Alberto Fouillioux, Pedro Araya, Honorino Landa, Leonel Sánchez Cheftrainer: Luis Álamos | Lee Chang-myung – Pak Li-sup, Lim Zoong-sun, Oh Yoon-kyung, Shin Yung-kyoo – Im Seung-hwi, Han Bong-zin, Pak Doo-ik – Pak Seung-zin , Li Dong-woon, Kim Seung-il Cheftrainer: Myung Rye-hyun | Nordkorea |
| Chile                                                       | 1:0 Marcos (26., Foulelfmeter) | 1:1 Pak Seung-zin (88.) | Nordkorea |
| Chile                                                       | Das 1:1 war das 700. WM-Tor | | Nordkorea |
| 2. Spieltag                                                 | | |           |
| 15. Juli 1966 um 19:30 Uhr in Middlesbrough (Ayresome Park) | | |           |
| Zuschauer: 13.792                                           | | |           |
| Schiedsrichter: Ali Hussein Kandil ( Ägypten)               | | |           |
| Spielbericht                                                | | |           |

## Sowjetunion – Italien 1:0 (0:0)
| Sowjetunion                                           | Sowjetunion | Italien | Italien |
| ----------------------------------------------------- | --- | --- | ------- |
| Sowjetunion                                           | \| 2. Spieltag \| \| 16. Juli 1966 um 15:00 Uhr in Sunderland (Roker Park) \| \| Zuschauer: 27.793 \| \| Schiedsrichter: Rudolf Kreitlein ( BR Deutschland) \| \| Spielbericht \|                                                        | \| 2. Spieltag \| \| 16. Juli 1966 um 15:00 Uhr in Sunderland (Roker Park) \| \| Zuschauer: 27.793 \| \| Schiedsrichter: Rudolf Kreitlein ( BR Deutschland) \| \| Spielbericht \|                                                | Italien |
| Sowjetunion                                           | Lew Jaschin – Wladimir Ponomarjow, Albert Schesternjow , Murtas Churzilawa, Wassili Danilow – József Szabó, Waleri Woronin – Igor Tschislenko, Eduard Malofejew, Anatoli Banischewski, Galimsjan Chussainow Cheftrainer: Nikolai Morosow | Enrico Albertosi – Tarcisio Burgnich, Roberto Rosato, Sandro Salvadore , Giacinto Facchetti – Giacomo Bulgarelli, Giovanni Lodetti – Gigi Meroni, Sandro Mazzola, Gianfranco Leoncini, Ezio Pascutti Cheftrainer: Edmondo Fabbri | Italien |
| Sowjetunion                                           | 1:0 Tschislenko (58.) | | Italien |
| 2. Spieltag                                           | | |         |
| 16. Juli 1966 um 15:00 Uhr in Sunderland (Roker Park) | | |         |
| Zuschauer: 27.793                                     | | |         |
| Schiedsrichter: Rudolf Kreitlein ( BR Deutschland)    | | |         |
| Spielbericht                                          | | |         |

## Nordkorea – Italien 1:0 (1:0)
| Nordkorea                                                   | Nordkorea | Italien | Italien |
| ----------------------------------------------------------- | --- | --- | ------- |
| Nordkorea                                                   | \| 3. Spieltag \| \| 19. Juli 1966 um 19:30 Uhr in Middlesbrough (Ayresome Park) \| \| Zuschauer: 17.829 \| \| Schiedsrichter: Pierre Schwinté ( Frankreich) \| \| Spielbericht \|              | \| 3. Spieltag \| \| 19. Juli 1966 um 19:30 Uhr in Middlesbrough (Ayresome Park) \| \| Zuschauer: 17.829 \| \| Schiedsrichter: Pierre Schwinté ( Frankreich) \| \| Spielbericht \|                                                                            | Italien |
| Nordkorea                                                   | Lee Chang-myung – Han Bong-zin, Lim Zoong-sun, Oh Yoon-kyung, Shin Yung-kyoo – Im Seung-hwi, Han Bong-zin, Pak Doo-ik – Pak Seung-zin , Kim Bong-hwan, Kim Seung-il Cheftrainer: Myung Rye-hyun | Enrico Albertosi – Spartaco Landini, Aristide Guarneri, Francesco Janich, Giacinto Facchetti – Giacomo Bulgarelli (34. Minute verletzt ausgeschieden), Romano Fogli – Marino Perani, Sandro Mazzola, Gianni Rivera, Paolo Barison Cheftrainer: Edmondo Fabbri | Italien |
| Nordkorea                                                   | 1:0 Pak Doo-ik (41.) | | Italien |
| 3. Spieltag                                                 | | |         |
| 19. Juli 1966 um 19:30 Uhr in Middlesbrough (Ayresome Park) | | |         |
| Zuschauer: 17.829                                           | | |         |
| Schiedsrichter: Pierre Schwinté ( Frankreich)               | | |         |
| Spielbericht                                                | | |         |

## Sowjetunion – Chile 2:1 (1:1)
| Sowjetunion                                           | Sowjetunion | Chile | Chile |
| ----------------------------------------------------- | --- | --- | ----- |
| Sowjetunion                                           | \| 3. Spieltag \| \| 20. Juli 1966 um 19:30 Uhr in Sunderland (Roker Park) \| \| Zuschauer: 16.027 \| \| Schiedsrichter: John Adair ( Nordirland) \| \| Spielbericht \|                                                                  | \| 3. Spieltag \| \| 20. Juli 1966 um 19:30 Uhr in Sunderland (Roker Park) \| \| Zuschauer: 16.027 \| \| Schiedsrichter: John Adair ( Nordirland) \| \| Spielbericht \|                                           | Chile |
| Sowjetunion                                           | Ansor Kawasaschwili – Wiktor Getmanow, Albert Schesternjow , Alexei Kornejew, Leonid Ostrowski – Walentin Afonin, Waleri Woronin – Slawa Metreweli, Wiktor Serebrjannikow, Eduard Markarow, Waleri Porkujan Cheftrainer: Nikolai Morosow | Juan Olivares – Alberto Valentini, Humberto Cruz, Elías Figueroa, Hugo Villanueva – Ignacio Prieto Urrejola, Rubén Marcos – Guillermo Yávar, Pedro Araya, Honorino Landa, Leonel Sánchez Cheftrainer: Luis Álamos | Chile |
| Sowjetunion                                           | 1:0 Porkujan (28.) 2:1 Porkujan (85.) | 1:1 Marcos (32.) | Chile |
| 3. Spieltag                                           | | |       |
| 20. Juli 1966 um 19:30 Uhr in Sunderland (Roker Park) | | |       |
| Zuschauer: 16.027                                     | | |       |
| Schiedsrichter: John Adair ( Nordirland)              | | |       |
| Spielbericht                                          | | |       |